# 새문안로
새문안로(新門內路, Saemunan-ro)는 서울특별시 종로구 평동 211에서 세종로 1-68를 잇는 왕복 8차선의 도로이다. 도로명은 ‘돈의문 안쪽’을 의미하는 ‘새문안’에서 유래했다.

## 주요 경유지
서울특별시

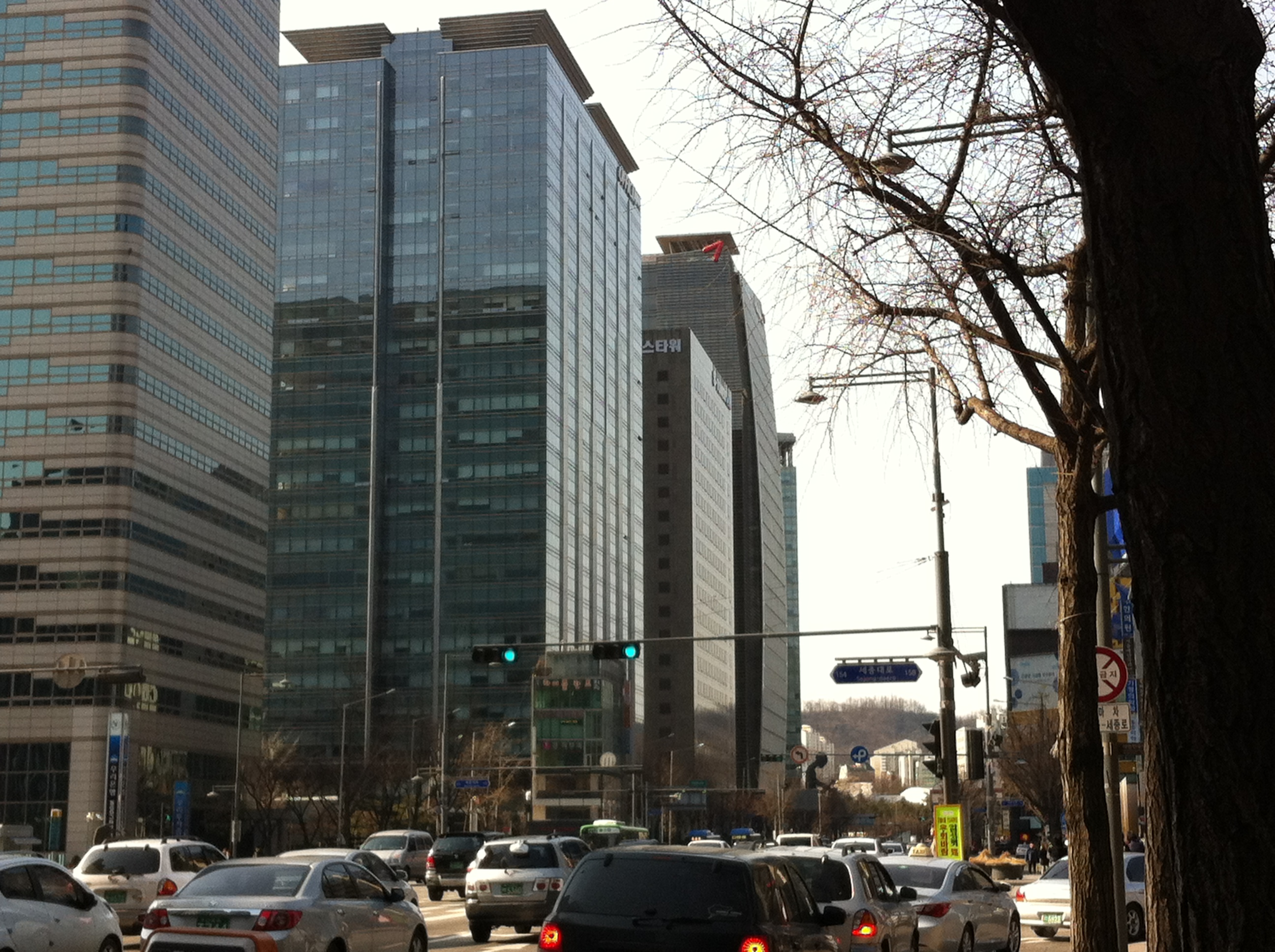
세종대로 사거리에서 바라본 새문안로

- 종로구 (평동 - 신문로2가 - 신문로1가 - 세종로)
- 중구 (충정로1가)

## 연혁
- 1914년 4월 1일 : 일제강점기 때, 경성부를 설치하면서 이곳의 도로를 서대문정(西大門町)이라고 명명
- 1946년 10월 1일 : 해방이후, 일본식 동명(洞名)을 정리하면서 서대문로(西大門路)로 변경
- 1950년 3월 15일 : 도로의 시작점을 서대문사거리에서 정동사거리로 단축(길이 755 m)하면서 신문로(新門路)로 개명
- 1984년 11월 7일 : 도로의 명칭을 새문안길로 재변경하고 도로의 기점을 정동사거리에서 서대문사거리로 환원
- 2010년 4월 22일 : 이름을 새문안로로 변경[1]

## 노선
- 표기한 서울특별시도는 관리용 노선이다.
- 연한 파란색(■): 국도 제6호선 및 서울특별시도 제51호선 중복 구간

| 교차로                                             | 접속 노선                                          | 소재지                                             | 소재지                                             | 소재지                                             | 소재지                                             | 비고                                               |
| 국도 제6호선 · 서울특별시도 제51호선 충정로와 직결 | 국도 제6호선 · 서울특별시도 제51호선 충정로와 직결 | 국도 제6호선 · 서울특별시도 제51호선 충정로와 직결 | 국도 제6호선 · 서울특별시도 제51호선 충정로와 직결 | 국도 제6호선 · 서울특별시도 제51호선 충정로와 직결 | 국도 제6호선 · 서울특별시도 제51호선 충정로와 직결 | 국도 제6호선 · 서울특별시도 제51호선 충정로와 직결 |
| -------------------------------------------------- | -------------------------------------------------- | -------------------------------------------------- | -------------------------------------------------- | -------------------------------------------------- | -------------------------------------------------- | -------------------------------------------------- |
| 서대문역                                           | 국도 제6호선 · 서울특별시도 제51호선 충정로        | 종로구                                             | 교남동                                             | 중구                                               | 소공동                                             |                                                    |
| 서대문역                                           | 서울특별시도 제C1호선 · 제22호선 통일로            | 종로구                                             | 교남동                                             | 중구                                               | 소공동                                             |                                                    |
| 정동사거리                                         | 송월길                                             | 종로구                                             | 종로구                                             | 사직동                                             | 사직동                                             |                                                    |
| 정동사거리                                         | 정동길                                             | 종로구                                             | 종로구                                             | 사직동                                             | 사직동                                             |                                                    |
|                                                    | 새문안로3길                                        | 종로구                                             | 종로구                                             | 사직동                                             | 사직동                                             | 교차로 이름 없음                                   |
|                                                    | 세종대로21길                                       | 종로구                                             | 종로구                                             | 사직동                                             | 사직동                                             | 교차로 이름 없음                                   |
| 세종대로사거리                                     | 국도 제6호선 · 서울특별시도 제51호선 종로          | 종로구                                             | 종로구                                             | 사직동                                             | 사직동                                             |                                                    |
| 세종대로사거리                                     | 국도 제48호선 · 서울특별시도 제24호선 세종대로     | 종로구                                             | 종로구                                             | 사직동                                             | 사직동                                             |                                                    |
| 세종대로사거리                                     | 새문안로9길                                        | 종로구                                             | 종로구                                             | 사직동                                             | 사직동                                             |                                                    |
| 국도 제6호선 · 서울특별시도 제51호선 종로와 직결   |                                                    |                                                    |                                                    |                                                    |                                                    |                                                    |

## 부속도로
- ● : 전 구간 해당
- ▲ : 일부 구간 해당
- ✖ : 해당 없음

| 도로명        | 기점           | 종점            | 총연장 (m) | 차량 통행 가능 | 일방통행 | 소재지 | 소재지 |
| ------------- | -------------- | --------------- | ---------- | -------------- | -------- | ------ | ------ |
| 새문안로2길   | 신문로2가 92-1 | 신문로1가 158-1 | 481        | ●              | ✖        | 종로구 | 사직동 |
| 새문안로3길   | 신문로1가 68-2 | 적선동 8-1      | 645        | ●              | ✖        | 종로구 | 사직동 |
| 새문안로5길   | 신문로1가 120  | 적선동 36-2     | 629        | ●              | ▲        | 종로구 | 사직동 |
| 새문안로5가길 | 도렴동 64-1    | 내자동 214-1    | 416        | ●              | ●        | 종로구 | 사직동 |
| 새문안로7길   | 세종로 208     | 당주동 40-10    | 201        | ✖              | ✖        | 종로구 | 사직동 |
| 새문안로9길   | 세종로 1-68    | 도렴동 143-5    | 219        | ●              | ●        | 종로구 | 사직동 |

## 주요 건물 및 시설
- 서울적십자병원 (서울특별시 종로구 새문안로 9)
- 농업협동조합 (서울특별시 중구 새문안로 16)
- NH농협은행 중앙본부 (서울특별시 중구 새문안로 16)
- 농업박물관 (서울특별시 중구 새문안로 16)
- 4·19혁명기념도서관 (서울특별시 종로구 새문안로 17)
- 문화일보 (서울특별시 중구 새문안로 22)
- 경교장 (서울특별시 종로구 새문안로 29)
- 삼성의료원 강북삼성병원 (서울특별시 종로구 새문안로 29)
- 경찰박물관 (서울특별시 종로구 새문안로 41)
- 하나은행 서대문지점 (서울특별시 종로구 새문안로 42)
- 내일신문 (서울특별시 종로구 새문안로 43)
- 경희궁 (서울특별시 종로구 새문안로 45)
- 서울시립미술관 경희궁미술관 (서울특별시 종로구 새문안로 45)
- 한국씨티은행 서울지점 (서울특별시 종로구 새문안로 50)
- 서울역사박물관 (서울특별시 종로구 새문안로 55)
- 중소기업은행 LG광화문지점 (서울특별시 종로구 새문안로 58)
- 구세군 자선냄비본부 (서울특별시 종로구 새문안로 69)
- 대우건설 본사 (서울특별시 종로구 새문안로 75)
- 한국산업은행 신문로지점 (서울특별시 종로구 새문안로 75)
- 금호타이어 본사 (서울특별시 종로구 새문안로 76)
- 대한예수교장로회 새문안교회 (서울특별시 종로구 새문안로 79)
- 한글 학회 (서울특별시 종로구 새문안로3길 7)
- 주한오만대사관 (서울특별시 종로구 새문안로3길 9)
- 하나은행 광화문점 (서울특별시 종로구 새문안로3길 15)
- 신한금융투자 광화문지점 (서울특별시 종로구 새문안로3길 23)
- 신한은행 경희궁점 (서울특별시 종로구 새문안로3길 23)
- KB국민카드 본사 (서울특별시 종로구 새문안로3길 30)
- 광화문우체국 서울내수동우편취급국 (서울특별시 종로구 새문안로3길 30)
- 국민은행 광화문역지점 (서울특별시 종로구 새문안로5길 13)
- 미래에셋대우 광화문지점 (서울특별시 종로구 새문안로5길 19)
- 하나은행 광화문역점 (서울특별시 종로구 새문안로5길 19)
- 우리은행 광화문지점 (서울특별시 종로구 새문안로5길 37)
- 국가기록원 서울기록정보센터 (서울특별시 종로구 새문안로5가길 28)

## 사진

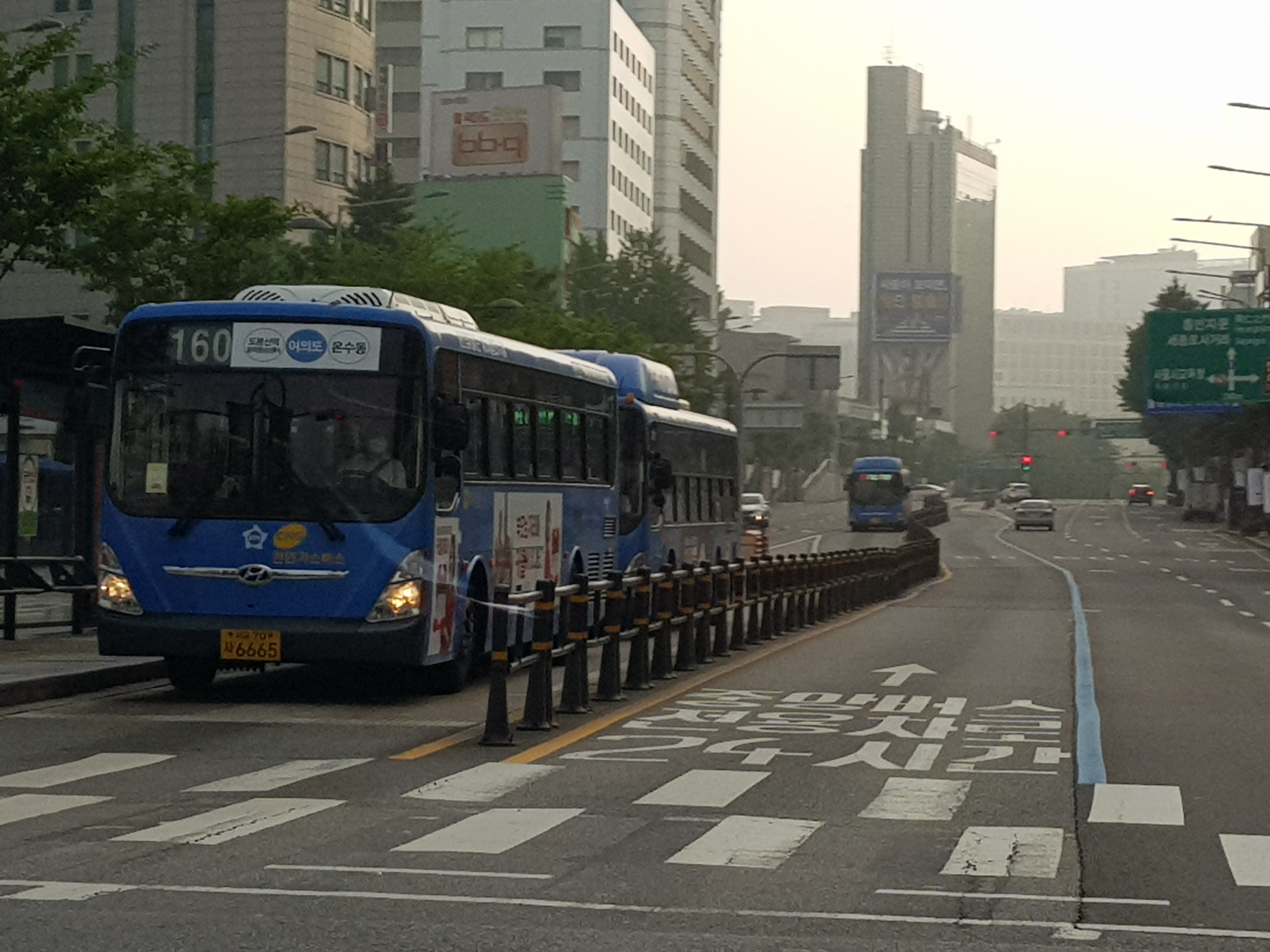
새문안로를 운행중인 서울시내버스
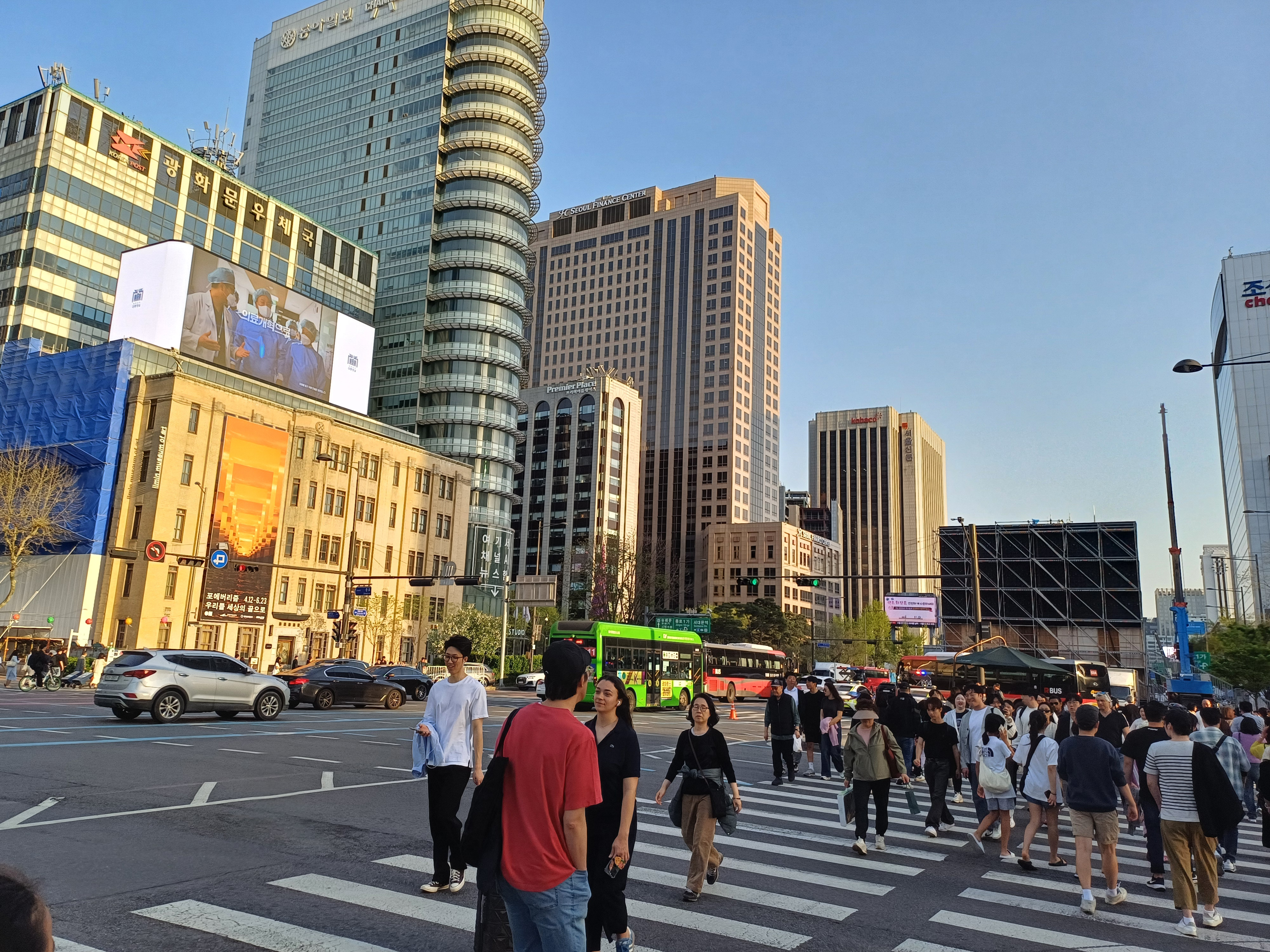
세종대로사거리 (종로, 세종대로 교차지점)
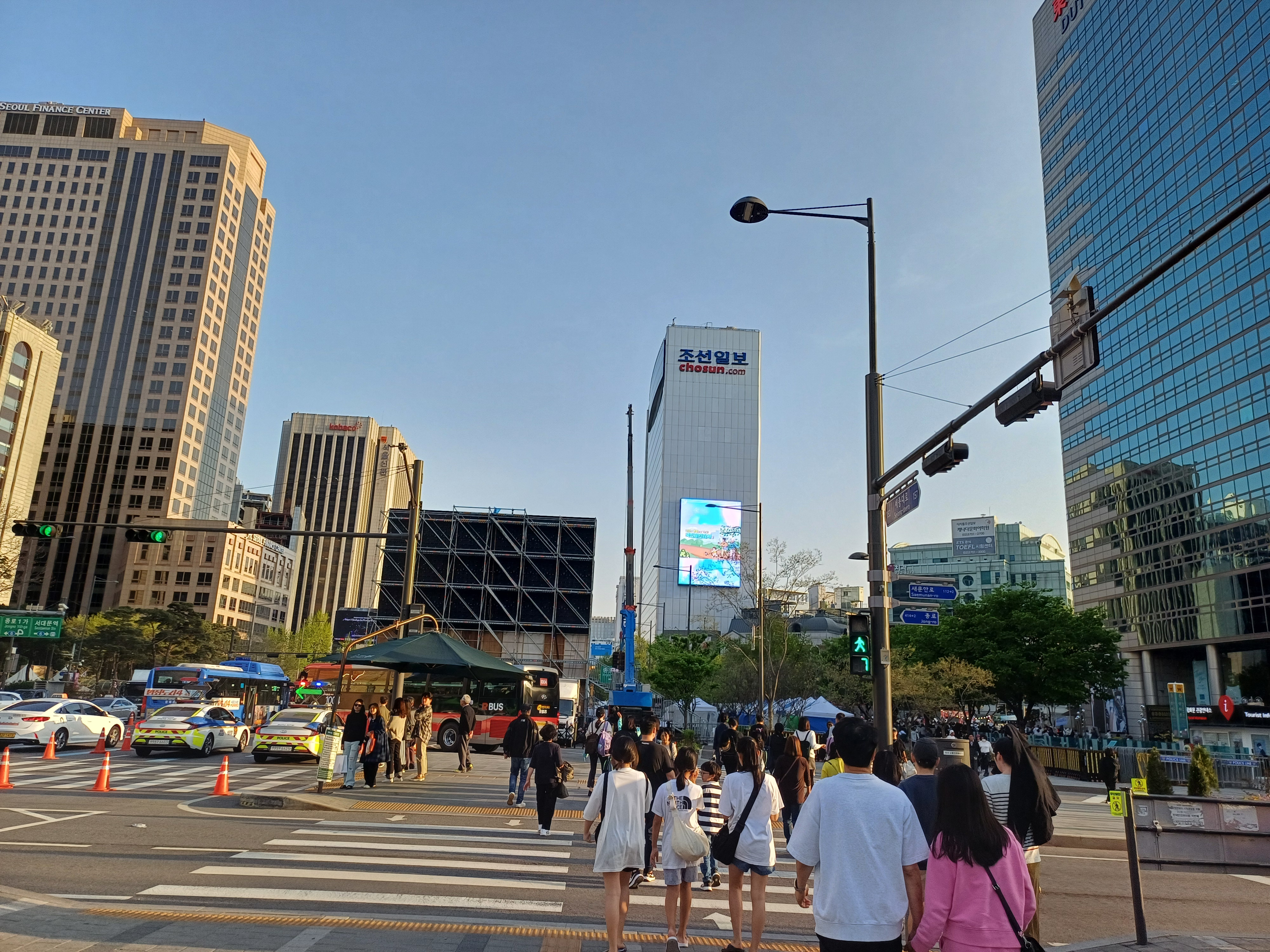
세종대로사거리 2

## 같이 보기
- 국도 제6호선
- 마포대로
- 세종대로
- 신촌로
- 통일로
- 종로
- 충정로